# Benny Morris

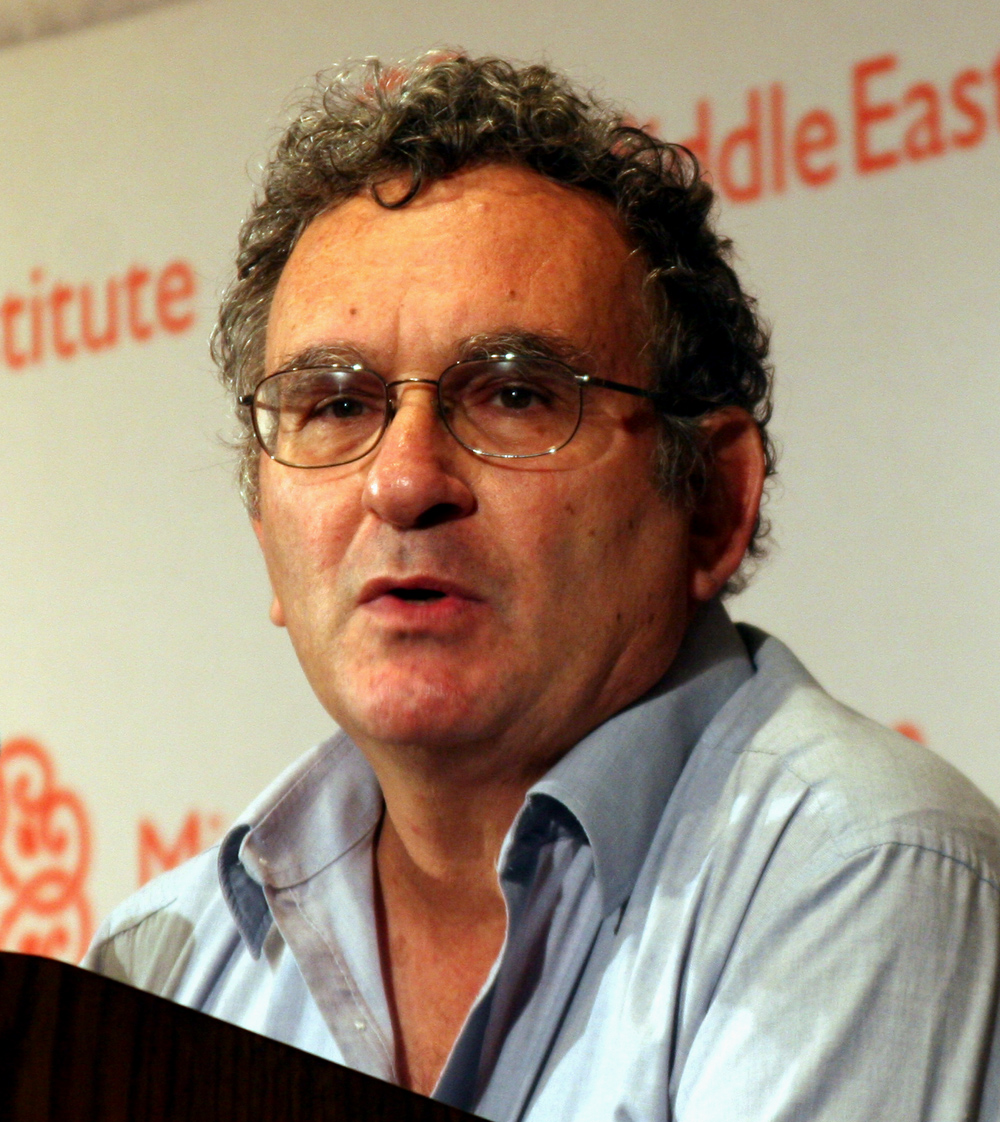
Benny Morris

Benny Morris (Hebreeuws: בני מוריס) (Ein HaHoresh (Regionale raad van Hefervallei), 8 december 1948) is een Israëlische geschiedkundige.
Sinds 1996 is hij professor in de geschiedenis aan de Ben-Gurion Universiteit van de Negev in de stad Beër Sjeva. In 2005 was hij gastprofessor aan de University van Maryland, College Park.
Morris groeide op in een linkse omgeving en wordt geassocieerd met de Nieuwe Historici, hoewel hij in de laatste jaren door zijn commentaren over het Israëlisch-Palestijnse conflict door anderen eerder bij Israëlisch rechts wordt ingedeeld. Kort gezegd stelt hij dat inderdaad veel Palestijnen werden verjaagd, dat daar geen vooropgezet plan voor was en dat het ook goed was: anders was er nooit een Joodse staat Israël gekomen.Hij heeft een aantal jaren gewerkt voor The Jerusalem Post, waarvoor hij verslag deed van de Israëlische invasie van Libanon in 1982. Morris weigerde in die tijd militaire dienstplicht in de Palestijnse Gebieden en zat omwille van die weigering in de gevangenis.

## Werk
- The Birth of the Palestinian Refugee Problem, 1947-1949, Cambridge University Press, 1988. ISBN 978-0521330282
- Israel's Secret Wars: A History of Israel's Intelligence Services, New York, Grove Weidenfeld, 1991. ISBN 978-0802111593
- Israel's Border Wars 1949-1956: Arab Infiltration, Israeli Retaliation, and the Countdown to the Suez War, Oxford, Clarendon Press, 1993. ISBN 9780198292623
- 1948 and after; Israel and the Palestinians, Clarendon Press, Oxford, 1994. ISBN 0-19-827929-9
- Righteous Victims: A History of the Zionist-Arab Conflict, 1881-1999, Alfred A. Knopf, 1999. ISBN 978-0679744757
- Correcting a Mistake? Jews and Arabs in Palestine/Israel, 1936-1956, Am Oved Publishers, 2000.
- The Road to Jerusalem: Glubb Pasha, Palestine and the Jews. New York: I.B. Tauris, 2003. ISBN 978-1860648120
- The Birth of the Palestinian Refugee Problem Revisited, Cambridge University Press, 2004.
- (as editor) Making Israel, University of Michigan Press, 2008. ISBN 978-0472115419
- 1948: A History of the First Arab-Israeli War, Yale University Press, 2008. ISBN 978-0300126969
- One State, Two States: Resolving the Israel/Palestine Conflict, Yale University Press, 2009. ISBN 978-0300122817. Vertaald als: Een staat, twee staten: de oplossing van het Israel/Palestina conflict, 2011, Aspekt - Soesterberg, ISBN 978-94-615-3138-4